# Winston Hibler
Winston Murray Hunt Hibler (Harrisburg, 8 de outubro de 1910 — Burbank, 8 de agosto de 1976) foi um roteirista, produtor cinematográfico, diretor norte-americano, foi produtor dos estúdios de Walt Disney.